# Niemetal
Niemetal er en kommune i det centrale Tyskland, beliggende under Landkreis Göttingen, i den sydlige del af delstaten Niedersachsen. Kommunen har knap 1500 indbyggere, og er en del af amtet samtgemeinde Dransfeld.

## Geografi
Kommunen Niemetal ligger vest for byen Dransfeld og er beliggende mellem Bramwald mod vest og Dransfelder Stadtwald mod øst. I kommunen løber den lille flod Nieme, der er en lille biflod til Weser. Niemetal er omgivet af Naturpark Münden.
I Niemetal ligger fire landsbyer:
- Ellershausen
- Imbsen
- Löwenhagen (tidligere navne: Lewenhagen eller Lowenhagen)
- Varlosen